# دونالد إي. مونتجومري
دونالد إي. مونتجومري (بالإنجليزية: Donald E. Montgomery) هو محامي أمريكي، ولد في 16 أكتوبر 1896، وتوفي في 11 أكتوبر 1957.